# Lantéfontaine
Lantéfontaine és un municipi francès situat al departament de Meurthe i Mosel·la i a la regió del Gran Est. L'any 2007 tenia 737 habitants.

## Demografia

### Població
El 2007 la població de fet de Lantéfontaine era de 737 persones. Hi havia 273 famílies, de les quals 49 eren unipersonals (8 homes vivint sols i 41 dones vivint soles), 95 parelles sense fills, 112 parelles amb fills i 17 famílies monoparentals amb fills.
La població ha evolucionat segons el següent gràfic:
Habitants censats

### Habitatges
El 2007 hi havia 286 habitatges, 281 eren l'habitatge principal de la família, 4 eren segones residències i 1 estava desocupat. 276 eren cases i 10 eren apartaments. Dels 281 habitatges principals, 261 estaven ocupats pels seus propietaris, 14 estaven llogats i ocupats pels llogaters i 5 estaven cedits a títol gratuït; 2 tenien una cambra, 3 en tenien dues, 17 en tenien tres, 90 en tenien quatre i 169 en tenien cinc o més. 247 habitatges disposaven pel capbaix d'una plaça de pàrquing. A 93 habitatges hi havia un automòbil i a 177 n'hi havia dos o més.

### Piràmide de població
La piràmide de població per edats i sexe el 2009 era:
| Homes | Edats   | Dones |
| ----- | ------- | ----- |
| 0     | 95 o +  | 0     |
| 0     | 90 a 94 | 4     |
| 0     | 85 a 89 | 0     |
| 0     | 80 a 84 | 0     |
| 0     | 75 a 79 | 8     |
| 20    | 70 a 74 | 8     |
| 28    | 65 a 69 | 40    |
| 8     | 60 a 64 | 16    |
| 24    | 55 a 59 | 20    |
| 28    | 50 a 54 | 24    |
| 36    | 45 a 49 | 36    |
| 16    | 40 a 44 | 48    |
| 8     | 35 a 39 | 20    |
| 32    | 30 a 34 | 12    |
| 8     | 25 a 29 | 20    |
| 8     | 20 a 24 | 16    |
| 36    | 15 a 19 | 56    |
| 16    | 10 a 14 | 12    |
| 8     | 5 a 9   | 24    |
| 20    | 0 a 4   | 16    |

## Economia
El 2007 la població en edat de treballar era de 520 persones, 373 eren actives i 147 eren inactives. De les 373 persones actives 353 estaven ocupades (182 homes i 171 dones) i 19 estaven aturades (11 homes i 8 dones). De les 147 persones inactives 46 estaven jubilades, 53 estaven estudiant i 48 estaven classificades com a «altres inactius».

### Ingressos
El 2009 a Lantéfontaine hi havia 288 unitats fiscals que integraven 775 persones, la mediana anual d'ingressos fiscals per persona era de 19.458 €.

### Activitats econòmiques
Dels 30 establiments que hi havia el 2007, 2 eren d'empreses extractives, 1 d'una empresa de fabricació de material elèctric, 1 d'una empresa de fabricació d'altres productes industrials, 5 d'empreses de construcció, 6 d'empreses de comerç i reparació d'automòbils, 1 d'una empresa d'hostatgeria i restauració, 2 d'empreses immobiliàries, 7 d'empreses de serveis i 5 d'empreses classificades com a «altres activitats de serveis».
Dels 14 establiments de servei als particulars que hi havia el 2009, 1 era un taller de reparació d'automòbils i de material agrícola, 2 paletes, 1 guixaire pintor, 1 fusteria, 3 perruqueries, 4 veterinaris, 1 restaurant i 1 agència immobiliària.
Dels 2 establiments comercials que hi havia el 2009, 1 era una botiga de menys de 120 m² i 1 una botiga de material de revestiment de parets i terra.
L'any 2000 a Lantéfontaine hi havia 11 explotacions agrícoles que ocupaven un total de 763 hectàrees.

## Equipaments sanitaris i escolars
El 2009 hi havia una escola maternal integrada dins d'un grup escolar amb les comunes properes formant una escola dispersa.

## Poblacions més properes
El següent diagrama mostra les poblacions més properes.